# Nembro
Nembro (lombardul: Nèmber) település Olaszországban, Lombardia régióban, Bergamo megyében. Lakosainak száma 11 210 fő (2023. január 1.). Nembro Villa di Serio, Scanzorosciate, Algua, Pradalunga, Albino, Alzano Lombardo, Selvino és Zogno községekkel határos.

## Népesség
A település lakossága az elmúlt években az alábbi módon változott:
| Lakosok száma | 11 616 | 11 530 | 11 210 |
|               | 2017   | 2018   | 2023   |